# The Order of Israfel
The Order of Israfel est un groupe suédois de doom metal, originaire de Göteborg.

## Histoire
L'histoire du groupe commence en 2012 avec le guitariste et chanteur Tom Sutton qui, au début, vivait encore au Japon et était actif avec Church of Misery. Cependant, il ressent le besoin de jouer dans un groupe de doom metal traditionnel. Alors que Sutton travaillait comme technicien de guitare pour Pentagram, il rencontre le Suédois Patrik Andersson Winberg, qui jouait dans le groupe Doomdogs, qui était en tournée avec Pentagram. Tous deux se lient d'amitié et décident de former The Order of Israfel. Pour ce faire, Sutton déménage à Göteborg, car il considérait que le Japon n'était pas un environnement approprié pour un groupe de doom metal. Avec Andersson Winberg à la basse, la formation est complétée par le batteur Hans Lilja et le guitariste Staffan Björck. Sutton empruntée le nom du groupe à un ami qui appelait Israfel le dieu de la musique. En 2014, le groupe sort son premier album Wisdom, suivi d'un deuxième en 2016 sous le nom de Red Robes. Pendant cette période, le groupe est également vu en concert, comme à Berlin mi-2015 avec Pentagram et Lucifer ou à Wurtzbourg vers la fin de l'année lors de la dixième édition du Hammer of Doom.

## Style musical
Dans une interview avec Aoife de moshville.co.uk, Tom Sutton déclare qu'il avait essayé de jouer avec Wisdom un doom metal plus varié que celui de Cathedral par exemple . Dans son interview avec Tobias Klüter de legacy.de, Sutton cite Black Sabbath, Cathedral, Reverend Bizarre, Place of Skulls, Krux ainsi que Metallica, Entombed, Thin Lizzy, Pentangle, Enya et Soundtracks comme influences. Les textes peuvent être classés en deux catégories : D'une part, des « histoires fictives, la plupart du temps des trucs d'horreur effrayants » et d'autre part, des textes avec des « expériences spirituelles et mondaines ». Dans une interview avec Mandy Malon du Rock Hard, Sutton indique que la chanson Fallen Children de l'album Red Robes parlait de Black Sabbath. Le titre de l'album fait référence à l'histoire de la Birmanie, où des moines bouddhistes vêtus de robes rouges soutient la lutte de résistance contre la dictature militaire. 
Selon Matthias Mineur, le groupe joue un doom metal rugueux et authentique sur son premier album. Lors de l'interview avec Mineur, Sutton indique qu'il essayait d'écrire des riffs aussi accrocheurs, lourds, mélodiques et élégants que possible. Le chant devrait être un peu mélodique et crédible, tandis que les chansons devraient avoir un son sombre et mystérieux. Dans sa critique de Red Robes parue dans le même numéro, Holger Stratmann classe le groupe dans le doom metal, décrivant le chant comme étant « chelou ». Les chansons sont inhabituellement dynamiques. L'album a un son naturel. La chanson Staff in the Sand contient un solo wah-wah, tandis que la chanson-titre est extrêmement lente et qu'une partie up-tempo est intégrée dans In the Thrall to the Sorceress. La chanson Fallen Children est purement acoustique. Les influences folk et une touche NWoBHM de son prédécesseur ont entre-temps disparu.

## Discographie
- 2014 : Wisdom (album, Napalm Records)
- 2016 : Red Robes (album, Napalm Records)